# デヴィッド・ラッドマン
デヴィッド・ラッドマン（David Rudman、1963年6月1日 - ）は、イリノイ州のシカゴ出身の人形使い、作家、監督、プロデューサー。
ジム・ヘンソンのマペットの主要な人形使いとして『セサミストリート』（クッキーモンスター、ベビー・ベア、ハンフリー、他）、『マペットのホーンテッドマンション』（スクーター、ビーカー、ジャニス、他）などを演じた。